# Miguel de Basterra
Miguel de Basterra (Herrera del Duque) fue un personaje notable de la administración en la Real Hacienda de Indias a finales del siglo XVIII, en los reinados de Carlos III y Carlos IV. 

## Trayectoria
Miguel de Basterra desarrolló sus funciones en Puerto Cabello, el primero de los refugios construidos en Venezuela. Fue Ministro Principal de la Real Hacienda y Comisario Ordenador de los Reales Ejércitos o Contador del Ejército de la Real Hacienda de Puerto Cabello. Este organismo había sido fundado por Carlos III, mediante una Real Cédula de 1776.